# Ricarda de Andlau
Santa Ricarda de Andlau (también conocida como Riquilda) (c. 840-18 de septiembre de 895), fue una emperatriz y mujer de Carlos III el Gordo. Fue santificada por su piedad.
La Iglesia católica conmemora su festividad el 18 de septiembre.

## Biografía
Nació en Alsacia, hija de Erchanger, conde de Nordgau, de la familia de Ahalolfinger. Se casó con Carlos en 862 y fue coronada con él en Roma por el papa Juan VIII en 881. El matrimonio no tuvo hijos. Tanto Ricarda como Carlos, según se indica en 887, fueron acusados de adulterio, por lo que su matrimonio no fue consumado. En esa crisis, en un esfuerzo por derrocar al poderoso y odiado Liutuardo, archicanciller de Carlos, Ricarda y Liutuardo fueron acusados por Carlos y sus cortesanos de adulterio. Ella se puso bajo la prueba de fuego, que pasó con éxito.
Posteriormente se retiró a la abadía de Andlau, que ella misma había fundado en el año 880, y donde su sobrina Rotrod era abadesa. Ricarda fue previamente abadesa de las casas religiosas en la abadía Säckingen y Zúrich). Murió en Andlau el 18 de septiembre y fue enterrada allí.

## Culto
Ricarda fue canonizada más tarde por laIglesia católica y sus restos fueron trasladados en noviembre de 1049 por el papa León IX a una tumba más lujosa en la recién reconstruida iglesia de la abadía. La tumba actual data del 1350.
Ricarda es la patrona de Andlau, y protectora de los incendios. Su iconografía se refiere a su condición de emperatriz, monja y su prueba de fuego. El oso y el arado se refieren a la leyenda de la fundación de la Abadía de Andlau. 